# Satiah
Satiah, còn viết là Sitiah, là Chính thất Vương hậu đầu tiên của pharaon Thutmose III thời kỳ Vương triều thứ 18 trong lịch sử Ai Cập cổ đại.

## Thân thế
Satiah là con gái của Ipu, người nhận danh hiệu Nhũ mẫu của Thần. Tên và danh hiệu của Ipu xuất hiện trên một bàn tế Satiah từ Abydos (số hiệu CG 23034, hiện đang lưu giữ tạo Bảo tàng Ai Cập). Ipu được cho là nhũ mẫu của Thutmose III, mặc dù không có bất kỳ tên của vị vua nào đề cập trên bàn tế.
Một quan chức tên Ahmose Pen-Nekhebet, người đã phục vụ từ thời pharaon Ahmose I và là gia sư của Neferure, con gái của nữ pharaon Hatshepsut, cũng có vợ tên Ipu. Tuy nhiên, Ipu vợ của Ahmose lại không được gọi là nhũ mẫu tại lăng mộ ở el-Kab của ông ta, và cũng không thấy nhắc đến người con gái nào tên là Satiah. Do không có bất kỳ mối liên hệ trực tiếp nào giữa họ, nên không thể khẳng định nhũ mẫu Ipu là cùng một người với vợ của viên quan Ahmose Pen-Nekhebet.
Trên tấm bia đá hoa cương đen (số hiệu CG 34013), ban đầu dựng trong đền thờ Ptah thuộc phức hợp đền Karnak, Thutmose III gọi vương hậu Satiah với danh hiệu Phối ngẫu của Thần (God's Wife). Tuy nhiên, thực tế Satiah trên tấm bia này chỉ là tên thay thế cho một người trước đó. Ngoại trừ tấm bia CG 34013, không có bất kỳ cổ vật nào thời điểm đó nhắc đến tên Satiah với danh hiệu Phối ngẫu của Thần, mà chỉ là Chính thất Vương hậu (Great Royal Wife). Các dấu cạo sửa trong khung cartouche của Satiah không khớp với tên của bất kỳ nữ nhân nào khác mang hiệu Phối ngẫu của Thần dưới thời Thutmose III, bao gồm kế hậu Merytre-Hatshepsut và vương nữ Meritamen, nhưng lại mang một số ký tự khớp với tên của vương nữ Neferure, chị em khác mẹ của Thutmose III, theo Piccione (2003). Trong thời kỳ đồng cai trị của Hatshepsut và Thutmose III, chỉ có duy nhất Neferure, là một Phối ngẫu của Thần nhưng chưa bao giờ được gọi là Chính thất Vương hậu, là thường xuyên thực hiện các nghi lễ của một vương hậu. Rõ ràng, việc sửa đổi như vậy là theo mệnh lệnh của Thutmose III, người luôn muốn xóa mọi vết tích liên quan đến Hatshepsut.
Trên tường mộ KV34 của Thutmose III, Satiah xuất hiện cùng với hai vương hậu khác, Nebtu và Merytre-Hatshepsut, cùng một vương nữ tên Nefertiru, con gái của nhà vua. Theo thứ tự mô tả, có thể thấy Nebtu qua đời trước Satiah, và cả hai đều lần lượt qua đời trước nhà vua, do đều kèm theo tính ngữ Maa Kheru (mꜣꜥ ḫrw; “hợp lý, chính đáng”) dưới cartouche chứa tên của họ. Chỉ riêng Merytre là mang tính ngữ ꜥnḫ.tj (“còn sống”) cho thấy bà sống tới triều đại của con trai Amenhotep II, có nghĩa Merytre được lập hậu ngay sau Satiah.
Thutmose III có một người con trai tên Amenemhat, được gọi bằng danh hiệu Trưởng tử của Đức vua, đã mất vào khoảng năm trị vì thứ 24 đến 35 của Thuthmose. Mặc dù không có nguồn nhắc đến mẹ của Amenemhat là ai, nhưng một số học giả cho rằng Satiah có thể là mẹ của vị vương tử này.

## Chứng thực
Ngoài tấm bia CG 34013 cho thấy Satiah mang hiệu Phối ngẫu của Thần, các nguồn chứng thực còn lại gọi bà Chính thất Vương hậu (có cả bàn tế CG 23034) hoặc là Phối ngẫu của Đức vua (có cả hoạt cảnh trong KV34). Satiah được gọi là Phối ngẫu của Đức vua trên một mảnh rìu từ Abydos và trên đền tang lễ của Thutmose III, còn Chính thất Vương hậu trên mảnh tượng vỡ tại el-Tod (số hiệu JE 37638) và một phần phù điêu tường của Đại sảnh Lễ hội thuộc Karnak.